# Reach (album Eyes Set to Kill)
Reach – debiutancki album studyjny zespołu Eyes Set to Kill, wydany 19 lutego 2008 roku. Znajdują się na nim trzy piosenki z minialbumu pt. When Silence Is Broken, the Night Is Torn. Są nimi: „Darling”, „Liar in the Glass” i „Young Blood Spills Tonight”. Zostały one nagrane ponownie po odejściu  wokalistki Lindsey Vogt, tak samo jak trzy inne piosenki, które również znalazły się na tym albumie, lecz pod innymi nazwami. Są nimi: „Give You My All” nosząca wcześniej nazwę „Beauty Through Broken Glass”, „Into the Night” pod wcześniejszą nazwą „Keeps Oxygen” i „Only Holding On” nazywającą się wcześniej „Our Hearts”.

## Lista utworów
Źródło.
1. „Intro” - 1:51
2. „Sketch in Black & White” - 4:01
3. „Reach” - 4:21
4. „Darling” - 4:04
5. „Violent Kiss” - 3:40
6. „Young Blood Spills Tonight” - 4:28
7. „Where We Started” - 4:31
8. „Into the Night” - 3:18
9. „Give You My All” - 2:35
10. „Liar in the Glass” - 3:58
11. „Only Holding On” - 4:21
12. „Behind These Eyes” - 3:46

## Pozycje
| Notowania (2008) | Pozycja |
| ---------------- | ------- |
| Top Heatseekers  | 29      |